# AS Police (Libreville)
El AS Police fue un equipo de fútbol de Gabón que llegó a competir en la Primera División de Gabón, la liga de fútbol más importante del país.

## Historia
Fue fundado en el año 1958 en la capital Libreville como el club que representaba al cuerpo de policía de la capital y disputaron el primer torneo de fútbol en Gabón ese año. 
Estuvieron en el Championnat de l'Estuaire, el primer torneo de liga organizado en el país en 1966, y fueron campeones en la temporada 1971/72, su único título de liga, pero al abandonar la liga junto a otros equipos en 1974, al tiempo desaparecieron antes de que la liga volviera a disputarse en 1976.
A nivel internacional participaron en la Copa Africana de Clubes Campeones 1972, en la cual fueron eliminados en la primera ronda por el TP Mazembe de Zaire.

## Palmarés
- Championnat de l'Estuaire: 1

1971/72

## Participación en competiciones de la CAF
| Temporada | Torneo                            | Ronda | Club       | Casa | Visita | Global |
| --------- | --------------------------------- | ----- | ---------- | ---- | ------ | ------ |
| 1972      | Copa Africana de Clubes Campeones | 1     | TP Mazembe | 1-1  | 0-2    | 1-3    |